# Escut de Queralbs

Escut oficial de Queralbs

L'escut oficial de Queralbs té el següent blasonament:

Escut caironat: de sinople, un bordó de pelegri d'argent posat en pal que porta una carbassa de pelegrí ataronjada lligada al travesser, acompanyat de 2 rocs d'argent un a cada costat. Per timbre, una corona mural del poble.

## Història
Va ser aprovat el 7 de juliol de 1987 i publicat al DOGC el 24 de juliol del mateix mes amb el número 868.
El bordó de pelegrí és l'atribut de sant Jaume, patró de la localitat. Els dos rocs d'argent són un senyal parlant relatiu al nom del poble: Queralbs és una derivació de "quers albs", o rocs blancs.